# Calamodes occitanaria
Calamodes occitanaria là một loài bướm đêm trong họ Geometridae.